# Aseptis ethnica
Aseptis ethnica är en fjärilsart som beskrevs av Smith 1899. Aseptis ethnica ingår i släktet Aseptis och familjen nattflyn. Inga underarter finns listade i Catalogue of Life.